# Maskenball
Maskenball – trzydziesty czwarty album niemieckiej grupy muzycznej z Niemiec Die Flippers. Płyta wydana w roku 1999
Lista utworów
1. In Venedig ist Maskenball  – 3:13
2. Wer einmal Liebt...  – 3:17
3. Chiquita Linda  – 3:21
4. Rolling Home  – 2:49
5. Träumst Du nicht auch manchmal  – 3:28
6. Rosen der Liebe  – 3:07
7. Ich liebe dich Angelika  – 3:04
8. Goodbye meine kleine Insel – 3:27
9. Ich stell mein Herz auf Sommerzeit  – 3:10
10. Mein San Salvador  – 3:14
11. Ich hab solche Angst dich zu verlieren  – 3:50
12. Moonlight in Trinidad  – 3:19
13. Griechische Nächte  – 3:43
14. Abschiedswalzer – 3:33